# كوتا راني
كوتا راني ( - 1339)، كانت آخر حكام سلالة لوهارا الهندوسية في كشمير. كانت وصية خلال حكم ابنها، وحكمت كملكة حتى عام 1339، ثم عزلها شاه مير، الذي أصبح أول حاكم مسلم لكشمير.

## حياته
كانت كوتا راني ابنة راماشاندرا ملك سلالة لوهارا في كشمير. تزوجت رينشان الذي اعتنق الإسلام وتبنى اسم السلطان صدر الدين. لكنه اغتيل بعد الحكم لمدة ثلاث سنوات، ثم عٌينت كوتا راني كوصيّة على ابن رينشان الصغير، لكنه توفي في عام 1338 وأصبحت حاكمة البلاد. وحكمت كوتا راني الدولة، وكانت شجاعة وداهية، وتم غزو وادي كشمير مرة أخرى من قبل المغول الأتراك، واستطاعت الانتصار عليهم.
في 1339 استغل شاه مير الفوضى وقاد انقلابًا ضد الملكة كوتا راني وهزمها في جايابور، وبعد هزيمتها طعنت نفسها وماتت، لأن شاه مير أراد أن يتزوجها. وبذلك بدأ عهد سلالة شاه مير في حكم كشمير منذ عام 1339.